# Litvínov
Litvínov (německy Ober Leutensdorf nebo též Leitensdorf, do roku 1949 úředně Horní Litvínov) je druhé největší město okresu Most v Ústeckém kraji. Leží na úpatí Krušných hor, deset kilometrů severně od statutárního města Most, 35 kilometrů západně od krajského města Ústí nad Labem a přibližně sto kilometrů severozápadně od Prahy. Zaujímá rozlohu 40,70 km², má 2 186 domů a žije zde přibližně 22 tisíc obyvatel. Sousedními obcemi sídla jsou Most, Klíny, Horní Jiřetín, Meziboří, Mariánské Radčice, Lom, Louka u Litvínova a Nová Ves v Horách.

## Historie
Nejstarší zmínka o sídle pochází z roku 1352 pod názvem Lutwinow. Slovo pochází ze spojení starohornoněmeckých slov liut – „lid“ a wini – „přítel“, tedy Liutwin. Z něj vznikl český název L'utvín, později Litvínov. Původně zde byly dvě vesnice – Horní a Dolní Litvínov s tvrzemi – dnešní město se vyvinulo z Horního Litvínova. Roku 1715 zde hrabě Jan Josef Valdštejn založil velkou manufakturu na výrobu sukna, jednu z prvních v českých zemích. Tuto událost dodnes připomíná obelisk, vztyčený ke stému výročí v roce 1815. Císař Karel VI. povýšil 7. května 1715 Horní Litvínov na městečko s právem pečeti a výročního trhu. Provozní budovy manufaktury a pohledy na místo jsou dokumentovány grafickým cyklem Antonína Birkhardta.
V 19. století se v Litvínově rozvinula také hrnčířská výroba a v širokém okolí těžba hnědého uhlí. Městem byl (Horní) Litvínov prohlášen 5. srpna 1852. Roku 1901 sem byla přivedena tramvajová dráha z Mostu. 
V letech 1938–1945 byl Litvínov součástí území Sudet odstoupených Německu. Roku 1939 byl v Záluží jižně od města pod názvem Sudetenländische Treibstoffwerke (STW) založen velký chemický závod na výrobu syntetického benzínu z uhlí, dnešní Unipetrol RPA.
Po válce se Litvínov stal celostátně významným střediskem chemického a textilního průmyslu, též křižovatkou dálkových ropovodů. V okolí pokračovala a dále se rozšiřovala těžba hnědého uhlí (hlubinný důl Centrum v Záluží, obří povrchové doly v okolí Bíliny, Mostu a Jirkova), které padl za oběť i původní Dolní Litvínov (koncem 50. let zbořený). V 70. letech 20. stol. vybudována rozsáhlá sídliště (Pod Lesem, Hamr, Janov). Těžební a chemický průmysl vedl k velkému znečištění zdejšího ovzduší a životního prostředí.
V roce 1991 vyšlo první číslo městských novin Radnice. Dnes vychází v nákladu 6 300 kusů pod názvem Radnice – Čtrnáctideník pro Litvínov, Meziboří, Horní Jiřetín a okolí.
V roce 1996 bylo založeno litvínovské Docela velké divadlo.

## Obyvatelstvo
Podle sčítání 1921 v Dolním Litvínově žilo v 182 domech 2 761 obyvatel, z nichž bylo 1 405 žen. 1 473 obyvatel (53 %) se hlásilo k československé národnosti, 1 254 k německé. Žilo zde 1 457 římských katolíků, 30 evangelíků, 8 příslušníků Církve československé husitské a pět židů. Podle sčítání 1930 zde žilo v 219 domech 2 632 obyvatel. 1 355 obyvatel (51,5 %) se hlásilo k československé národnosti a 1 256 k německé. Žilo zde 1 434 římských katolíků, 51 evangelíků, 21 příslušníků Církve československé husitské a osm židů.
Podle sčítání 1921 v Horním Litvínově žilo v 551 domech 9 429 obyvatel, z nichž bylo 4 866 žen. 1 921 obyvatel (20 %) se hlásilo k československé národnosti, 7 287 (77 %) k německé a dvacet k židovské. Žilo zde 8 226 římských katolíků, 235 evangelíků, 30 příslušníků Církve československé husitské a 127 židů. Podle sčítání 1930 zde žilo v 708 domech 9 810 obyvatel. 2 302 obyvatel (23,5 %) se hlásilo k československé národnosti a 7 279 (74 %) k německé. Žilo zde 7 742 římských katolíků, 303 evangelíků, 48 příslušníků Církve československé husitské a 105 židů.
Podle sčítání lidu, domů a bytů 2011 měl Litvínov 24 905 obyvatel, čímž pokračuje trend poklesu zahájený v devadesátých letech 20. století. 93 % obyvatel (kteří uvedli národnost) se hlásí k české národnosti, 2,8 % činí Slováci, 0,73 ;% Němci, 0,66 % Vietnamci, dále Poláci, Romové, Maďaři aj. 9,08 % obyvatel se deklarovalo jako věřící, 2,5 % jako římští katolíci. Z ekonomicky aktivního obyvatelstva bylo 16,54 % nezaměstnaných.
| Rok            | 1869  | 1880  | 1890   | 1900   | 1910   | 1921   | 1930   | 1950   | 1961   | 1970   | 1980   | 1991   | 2001   | 2011   |
| -------------- | ----- | ----- | ------ | ------ | ------ | ------ | ------ | ------ | ------ | ------ | ------ | ------ | ------ | ------ |
| Počet obyvatel | 6 342 | 7 414 | 10 707 | 20 473 | 24 065 | 23 460 | 24 136 | 25 527 | 24 990 | 26 842 | 29 551 | 29 096 | 27 397 | 24 905 |
| Počet domů     | 758   | 792   | 896    | 1 263  | 1 467  | 1 535  | 1 945  | 2 627  | 2 172  | 2 175  | 2 118  | 2 121  | 2 186  | 2 292  |

Věková struktura obyvatel obce Litvínov roku 2011
Rodinný stav obyvatel obce Litvínov roku 2011
Vzdělání obyvatel obce Litvínov roku 2011

## Obecní správa a politika

### Místní části
V minulosti byl Litvínov rozdělen do devíti číslovaných místních částí, tzv. obvodů.[zdroj?] Dnes se některé z nich označují i arabskými čísly místo římských (např. v názvu osadního výboru Litvínov 8 – Janov).
- Litvínov I – Horní Litvínov
- Litvínov II – Dolní Litvínov, Lipětín, Růžodol (vše zlikvidováno z důvodu těžby hnědého uhlí)
- Litvínov III – Chudeřín
- Litvínov IV – Louka u Litvínova (součást města v 50. letech 20. století, dnes samostatná obec[9])
- Litvínov V – Šumná, Horní Ves, Písečná, Lounice
- Litvínov VI – Osada
- Litvínov VII – Hamr
- Litvínov VIII – Janov, Křížatky
- Litvínov IX – Záluží (zlikvidováno v souvislosti s výstavbou chemického závodu)

Litvínov má nyní 12 částí: Dolní Litvínov, Hamr, Horní Litvínov, Horní Ves, Chudeřín, Janov, Křížatky, Lounice, Písečná, Růžodol, Šumná a Záluží.

## Doprava

### Železniční doprava
- železniční stanice Litvínov, koncová stanice trati Teplice – Litvínov, osobní vlaky do Teplic v hodinovém až dvouhodinovém intervalu a v pracovní dny osobní vlaky do Ústí nad Labem (vybrané spoje do Děčína) v hodinovém intervalu. U nádraží je uzel MHD (tramvaj, autobusy).
- železniční zastávka Litvínov město (paradoxně dále od centra města) na tzv. Moldavské horské dráze (os. vlaky z Mostu do Oseka, vybrané spoje přes Dubí do Moldavy v Kruš. horách). Zastávka je bez obsluhy MHD, stanoviště MHD u žst. Litvínov je vzdáleno asi 500 metrů.
- Tratě vedoucí z těchto dvou bodů se kříží v nedaleké uzlové stanici Louka u Litvínova.

### Silniční doprava
Jižním okrajem Litvínova vede po obchvatu státní silnice I/27, vedoucí od Mostu a dále přes Lom směr Dubí. Z ní se v Litvínově odpojuje silnice II/271 směr Klíny a Mníšek (hraniční přechod do Německa).

### Městská hromadná doprava
MHD v Litvínově je provozována společně se sousedním Mostem (Dopravní podnik měst Mostu a Litvínova). Síť MHD je na vysoké úrovni a pokrývá celé město a jeho aglomeraci (Horní Jiřetín, Meziboří, Lom, Osek). Tramvajová doprava mezi Litvínovem a Mostem má více než stoleté trvání. Zpočátku měla podobu malodráhy o rozchodu 1000 mm, spojující starý Most, Dolní a Horní Litvínov s Janovem. Po II. světové válce její význam klesal v souvislosti s výstavbou páteřní trolejbusové trati vedené z tzv. Osady v Litvínově kolem chemických závodů a přes původní Souš do starého Mostu. V druhé polovině 50. let oba tyto systémy nahradila novostavba tramvajové rychlodráhy na normálním rozchodu 1435 mm v prakticky zcela nové trase. Její trasa byla v mostecké části postupně prodlužována a měněna, tak jak se celkově měnilo uspořádání města Mostu. Trolejbusy jezdily mezi Mostem a Litvínovem v letech 1946 až 1959, po vybudování normálněrozchodné tramvaje se jejich význam v původní trase ztratil, avšak jejich potenciál pro napojení okolních oblastí (Horní Jiřetín, Meziboří) i přes takové plány nebyl využit a jejich provoz ukončen.

## Poloha
Větší města v okruhu Litvínova:
| Růžice kompasu | Saská Kamenice (~74,1 km)    | Freiberg (~53,7 km) | Ústí nad Labem (~43,9 km) | Růžice kompasu |
| Růžice kompasu | Annaberg-Buchholz (~58,3 km) | Sever               | Litoměřice (~49,6 km)     | Růžice kompasu |
| Růžice kompasu | Annaberg-Buchholz (~58,3 km) | Litvínov            | Litoměřice (~49,6 km)     | Růžice kompasu |
| Růžice kompasu | Annaberg-Buchholz (~58,3 km) | Jih                 | Litoměřice (~49,6 km)     | Růžice kompasu |
| Růžice kompasu | Chomutov (~25,0 km)          | Most (~18,2 km)     | Bílina (~18,8 km)         | Růžice kompasu |

## Společnost

### Kultura
Z Litvínova pochází řada celostátně známých hudebníků či kapel – klávesista a zpěvák Lešek Semelka, chlapecká skupina Lunetic, dále např. Iva Frühlingová, Martin Maxa nebo Xavier Baumaxa. Ve městě a okolí rovněž působí řada lokálních kapel.

### Sport

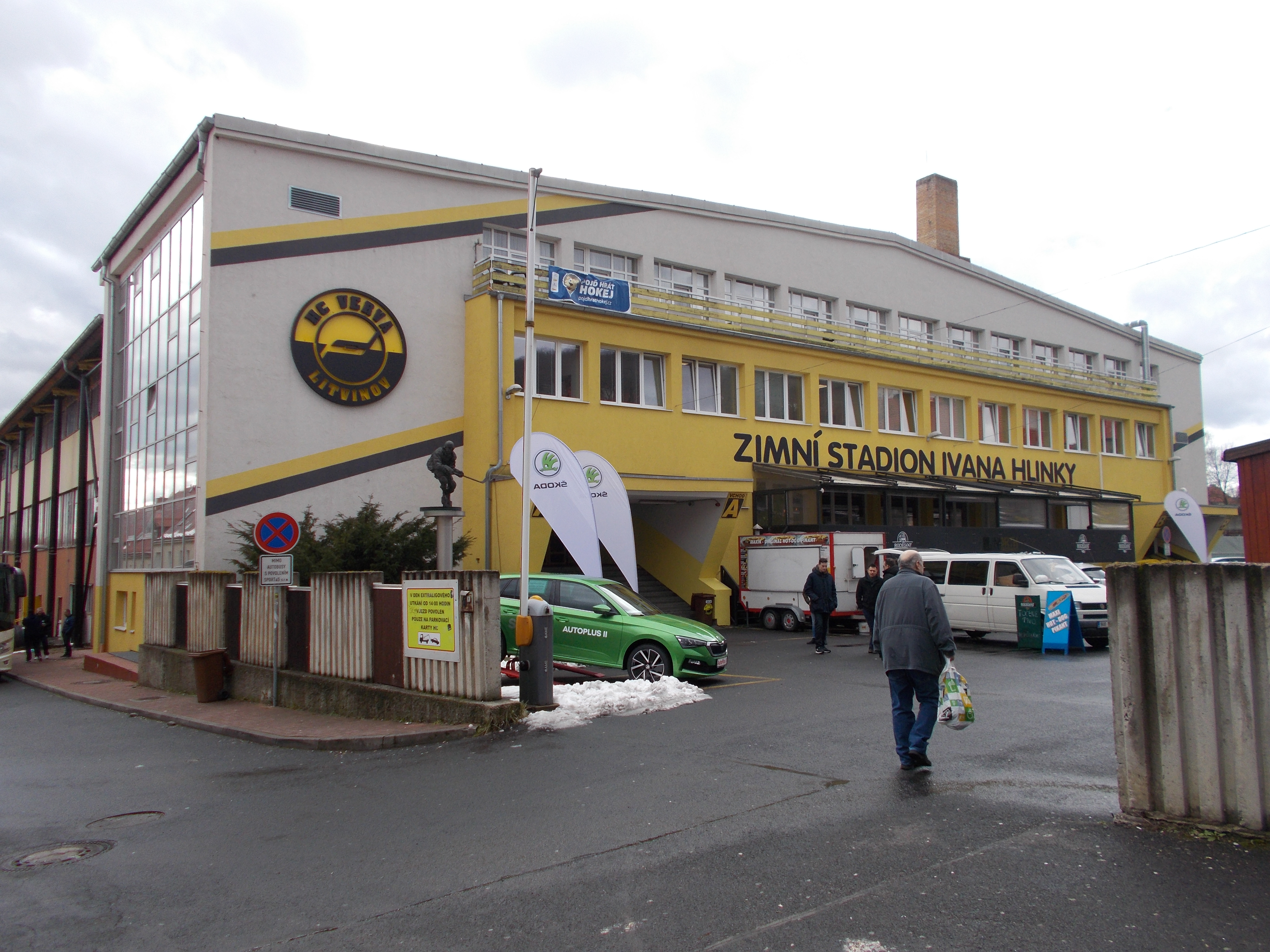
Zimní stadion Ivana Hlinky

Litvínov patří mezi česká města s významnou hokejovou tradicí, od 60. let dvacátého století se místní klub stabilně účastní nejvyšší české (příp. československé) hokejové soutěže. V posledních letech HC Verva Litvínov v hokejové Extralize postupuje do play-off zhruba v polovině případů. V NHL působilo 26 litvínovských odchovanců – nejvíce ze všech klubů v České republice a na počet obyvatel i nejvíce z celého světa.[zdroj?] Mezi nejvýznamnější hokejové osobnosti spjaté s Litvínovem patří Ivan Hlinka, Vladimír Růžička, Robert Reichel, Martin Ručinský, Jiří Šlégr, dále Viktor Hübl, Robert Kysela, Michal Trávníček či František Lukeš. V sezoně 2014/2015 tým vyhrál českou hokejovou extraligu. Své domácí zápasy odehrává na zimním stadionu Ivana Hlinky s kapacitou 6011 diváků. 
Dále zde působí FK Litvínov, který hraje v Přeboru Ústeckého kraje. Ve florbalových soutěžích působí SK Bivoj Litvínov.

## Pamětihodnosti
- Raně barokní děkanský kostel svatého Michaela archanděla je jednolodní stavba s dvouvěžovým hlavním průčelím. Kostel postavený v letech 1685–1694 navrhl významný francouzský architekt Jan Baptista Mathey.
- Barokní zámek v Horním Litvínově je čtyřkřídlá stavba z roku 1732 (zřejmě z okruhu F. M. Kaňky). V zámku se nachází muzeum.
- stará radnice z roku 1789
- barokní děkanství z 18. století
- barokní trojiční sloup a socha Samsona ve Voigtových sadech
- Barokní trojkřídlý janovský zámek
- Valdštejnská hrobka – empírová stavba z dvacátých let 19. století na bývalém hřbitově
- areál bývalé hornické ozdravovny (později poliklinika) z období druhého rokoka
- Hlubinný uhelný důl Julius III – Podkrušnohorské technické muzeum v části Růžodol
- řada secesních domů ve Smetanově a Tržní ulici
- nová radnice ze druhé poloviny třicátých let 20. století
- zajímavě řešený urbanistický soubor domů z období nacistické okupace ve čtvrti Osada
- obytný Kolektivní dům (tzv. Koldům) z let 1949 až 1958 (Václav Hilský, Evžen Linhart) je významnou stavbou padesátých let 20. století tohoto druhu
- textilní továrna RICO v Šumné, příklad industriální architektury druhé poloviny 19. století
- Mostecká (Janovská) přehrada z roku 1914
- Rieckenova vila je památkově chráněná budova v Litvínově. Je součástí areálu bývalé textilní továrny Marbach & Riecken v údolí Bílého potoka v litvínovské městské části Šumná.

## Osobnosti

### Rodáci
- Mikuláš Adaukt Voigt (1733–1787), buditel a vědec
- Franz Leidl (1805–???), úředník, soudce, politik a poslanec
- Ludwig Schlesinger (1838–1899), historik, politik a poslanec
- Emil Guntermann (1839–1921), advokát, politik a poslanec
- Květoslav Minařík (1908–1974), jogín, mystik, buddhista a astrolog
- Josef Beránek (1942–2024), bývalý český hokejový útočník
- Vladimír Jarý (* 1947), házenkář
- František Huml (1944–2014), fotbalista a sportovní novinář
- Jiří Švejda (* 1949), spisovatel, scenárista a politik
- Milan Šťovíček (* 1958), politik a poslanec
- Josef Beránek (* 1969), hokejový trenér a bývalý útočník
- Pavel Svoboda (* 1970), moderátor
- Robert Reichel (* 1971), hokejista
- Eva Herzigová (* 1973), topmodelka
- Tomáš Zelenka (* 1975), bývalý hokejista
- Pavel Kučera (* 1976), bývalý fotbalista
- Roman Vopat (* 1976), bývalý hokejista
- Aleš Lehký (* 1979), popový zpěvák
- Jan Šulc (* 1979), hokejista
- Lucie Tvarůžková (* 1979), novinářka
- Iva Frühlingová (* 1982), zpěvačka
- Petr Globočník (* 1982), sociální pracovník a zastupitel
- Zuzana Tvarůžková (* 1983), novinářka, reportérka a moderátorka
- Miroslav Hanuljak (* 1984), hokejista
- Jakub Petružálek (* 1985), hokejista
- Karel Kubát (* 1988), hokejista
- Michal Nguyen (* 1989), fotbalista
- Vladimír Eminger (* 1992), hokejista
- Jan Myšák (* 2002), hokejista

### Obyvatelé
- Josef Jedlička (1927–1990), prozaik a esejista (narozen v Praze)
- Jindřich Šnobl (1903–1971), komunistický politik (narozen v Záluží)
- Ondřej Zamazal (* 1981), sportovní novinář (narozen v Mostě)
- Lešek Semelka (* 1946), zpěvák, skladatel (narozen v Pardubicích)

## Partnerská města
- Brie-Comte-Robert, Francie
- Olbernhau, Německo

## Galerie

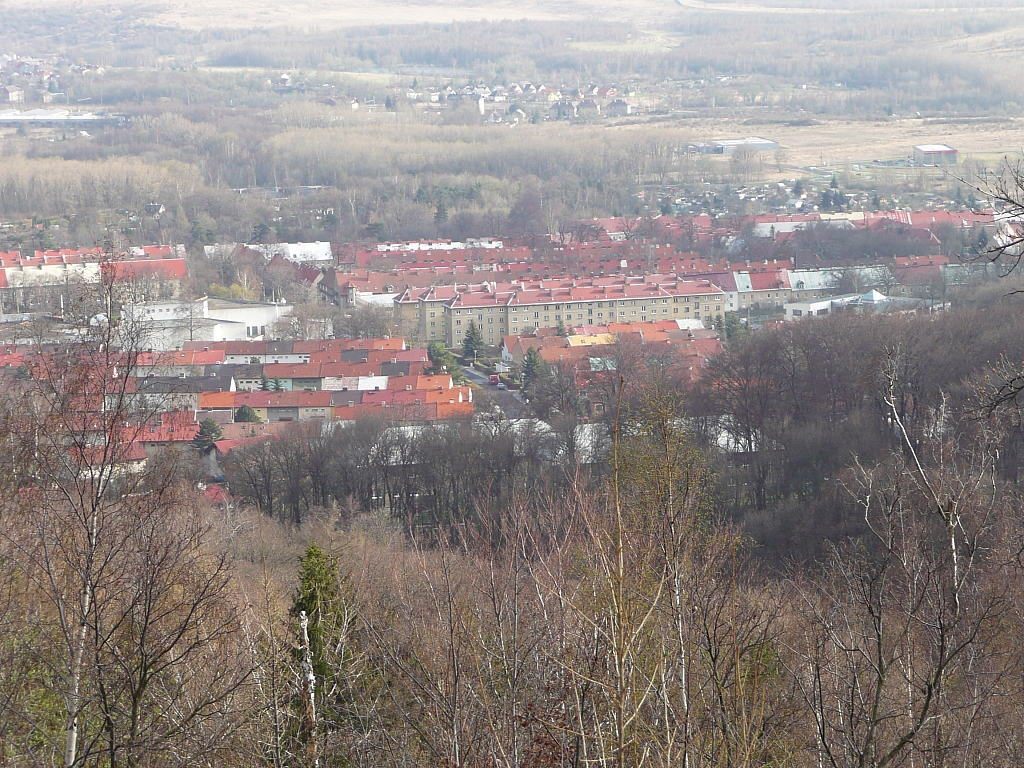
Pohled z hor na Litvínov
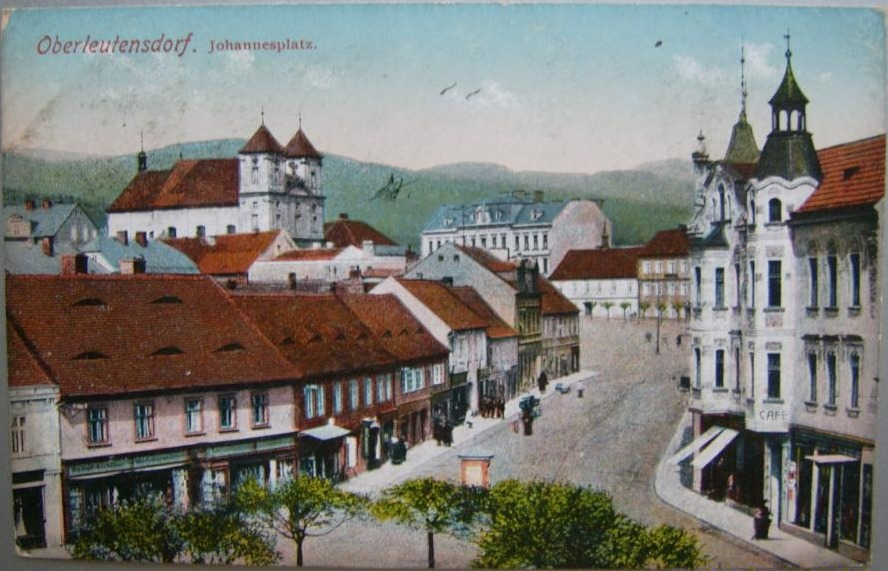
Pohled na ulici 9. května v roce 1911
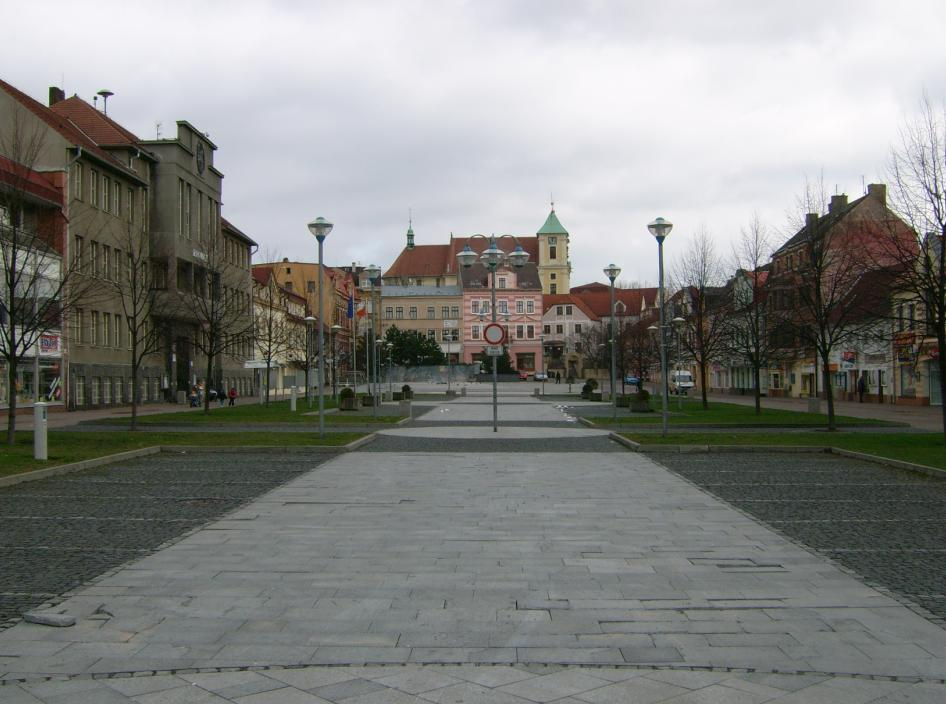
Pohled na Náměstí Míru, vlevo radnice, uprostřed kostel sv. Michaela
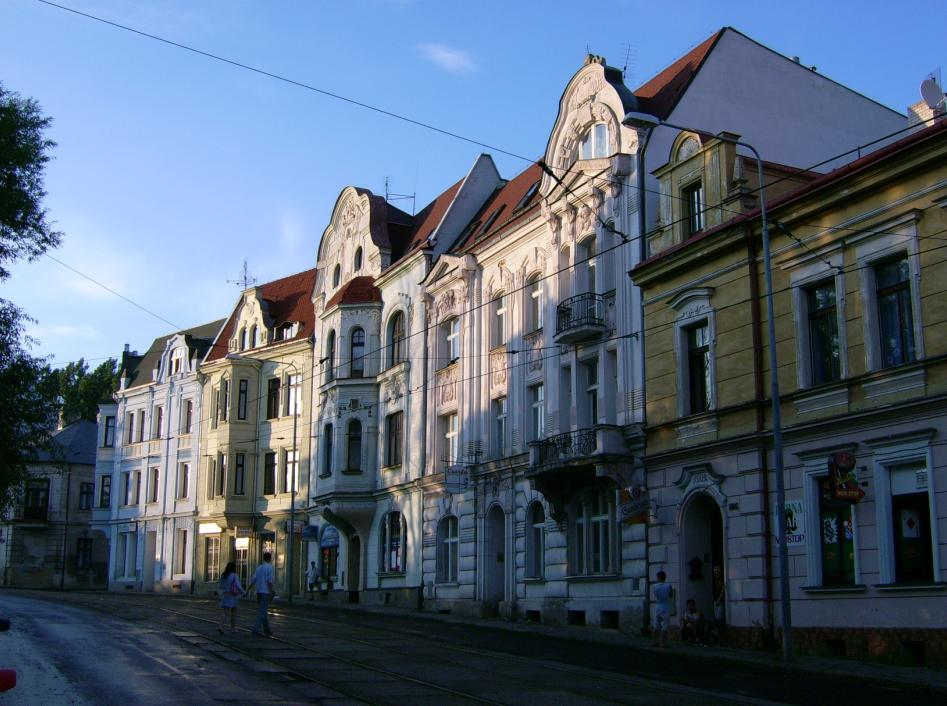
Pohled na secesní domy ve Smetanově ulici
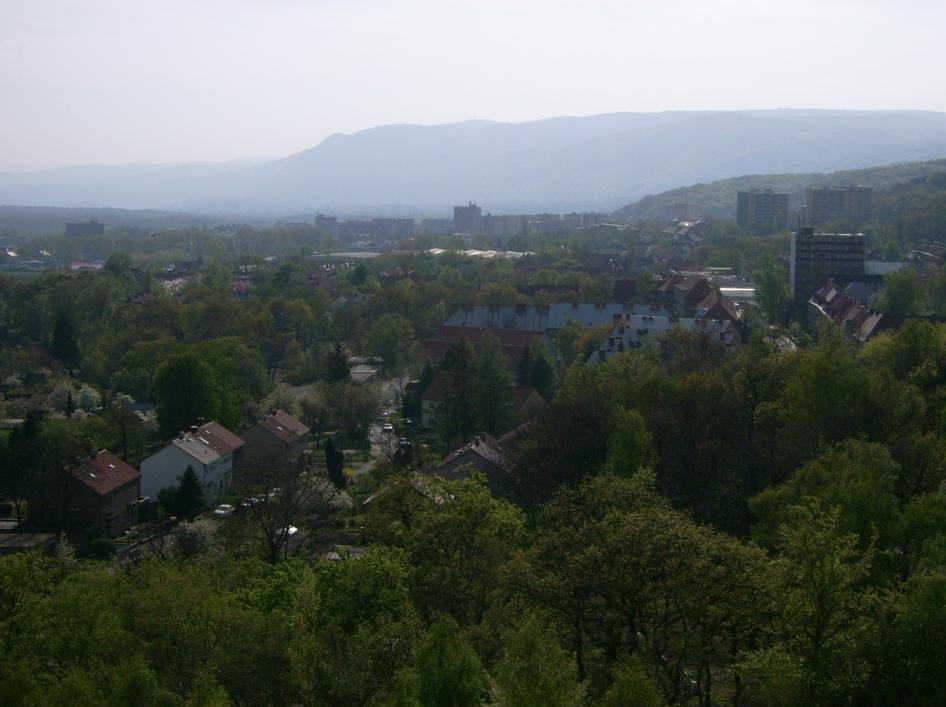
Pohled na východní a středovou část města z Koldomu, v pozadí pásmo Krušných hor
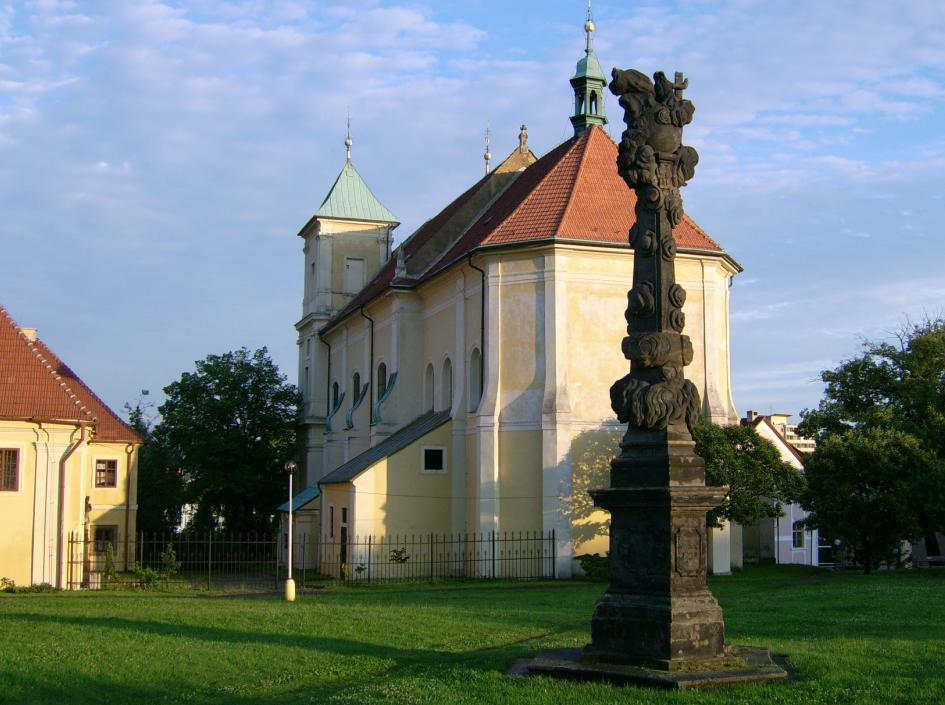
Pohled na sloup Nejsvětější Trojice v Litvínově, v pozadí kostel sv. Michaela
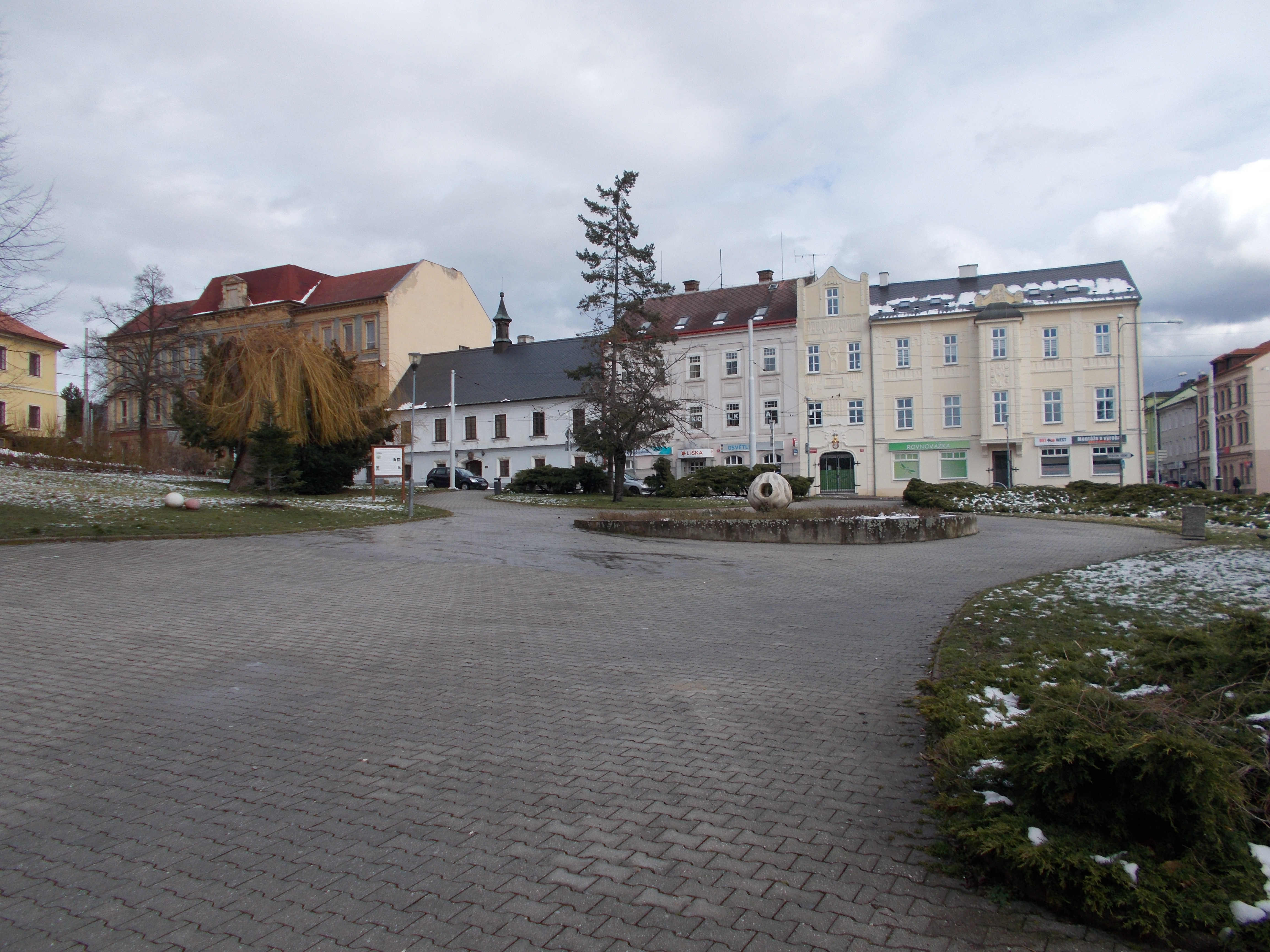
Masarykovo náměstí
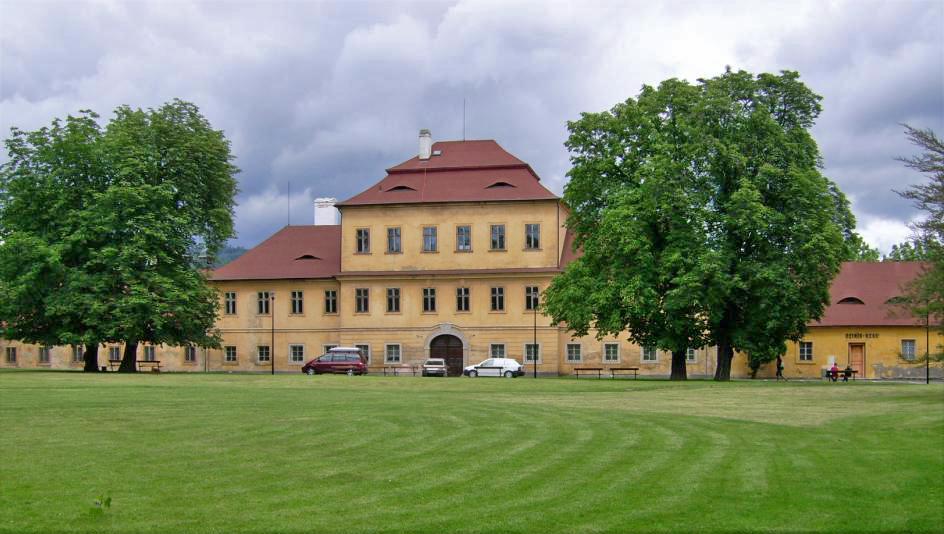
Pohled na (hornolitvínovský) zámek od Zámeckého parku
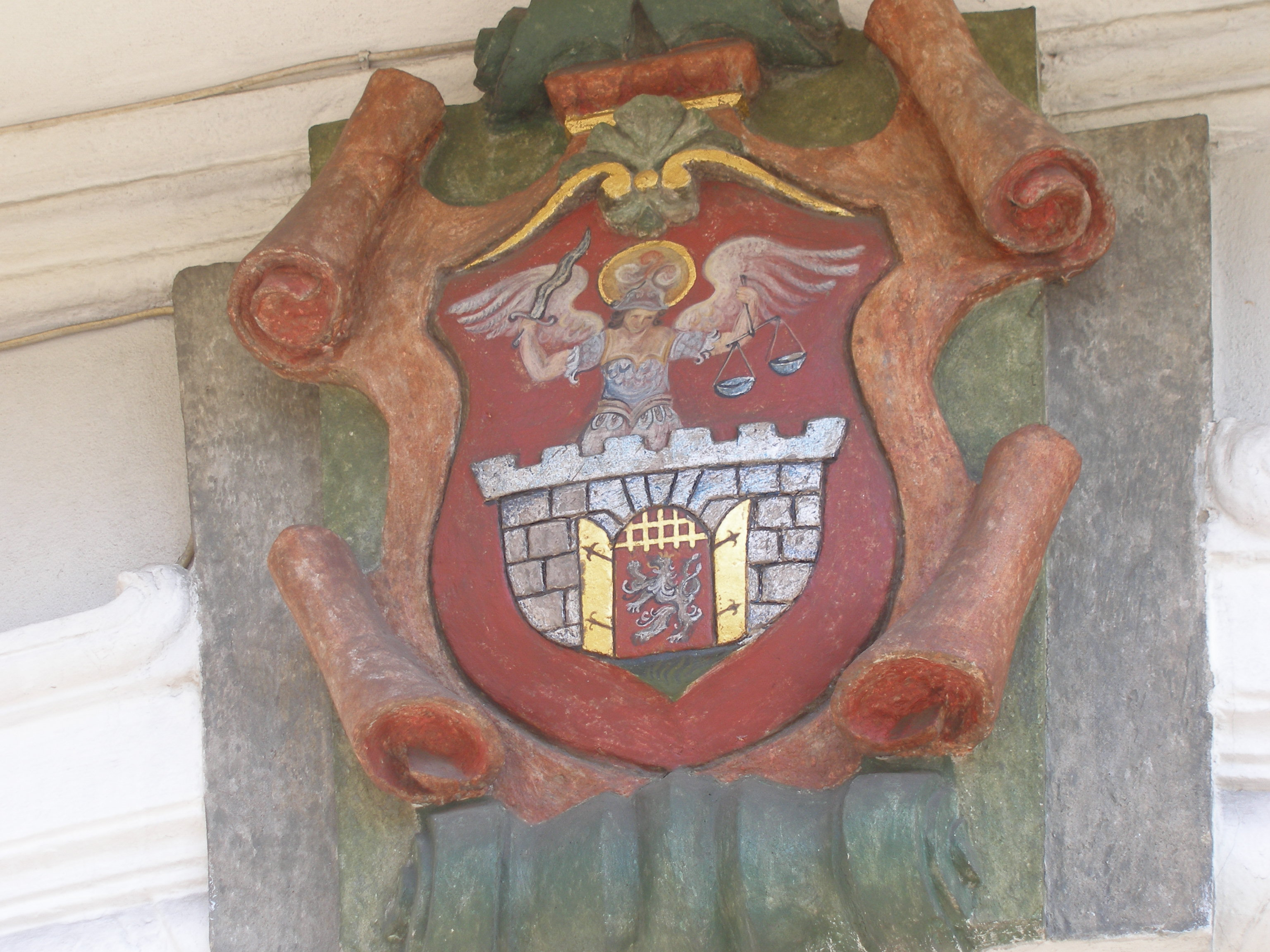
Znak Litvínova nad vchodem do bývalé radnice
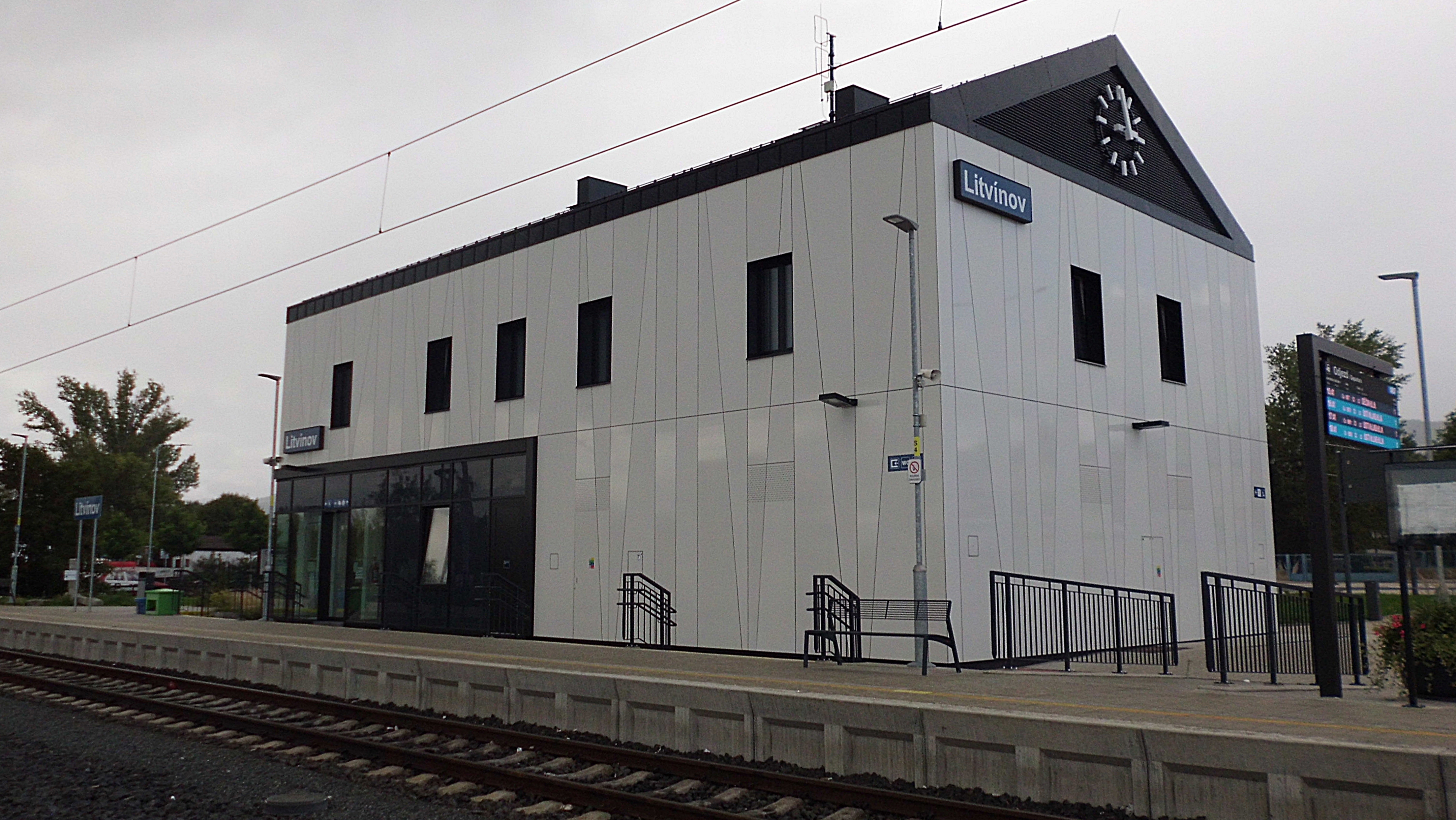
Železniční stanice